# 角川文化振興財団
公益財団法人角川文化振興財団（かどかわぶんかしんこうざいだん）は、埼玉県所沢市の公益財団法人である。角川源義の遺志に基づいて、文学賞の主催や文芸誌、文学書などを発行、角川武蔵野ミュージアムの運営などを行っている。短歌や俳句などを専門に、歌人や俳人の書籍出版支援事業も行っており、萩原慎一郎の『歌集 滑走路』の発行を行った。
設立時は、角川書店の株式の40％を保有する筆頭株主だった。

## 主催する賞
- 迢空賞
- 蛇笏賞
- 角川源義賞
- 角川財団学芸賞
- 城山三郎賞
- 角川短歌賞
- 角川全国短歌大賞
- 角川全国俳句大賞

## 出版雑誌
- 『短歌』
- 『俳句』
- 『武蔵野樹林』

## 文化施設
- 角川武蔵野ミュージアム（所在地：埼玉県所沢市東所沢和田3-31-3）
- 武蔵野坐令和神社（所在地：埼玉県所沢市東所沢和田3-31-3）
- 角川日本文化図書資料館（所在地：東京都千代田区富士見1-12-15）
- 角川ライブラリー（所在地：東京都千代田区富士見1-12-15）

## 題材・ヒントとなった作品
- NHK連続テレビ小説『舞いあがれ!』 - 歌集滑走路の帯文を書いている俵万智は、劇中の出版社であるNAGAYAMAが主催する「長山短歌賞」は「角川短歌賞」がモデルではないかと指摘している[3]。

## 関連記事
- 歌集 滑走路